# 四ツ足峠
四ツ足峠（よつあしとうげ）は、徳島県那賀郡那賀町（旧木頭村）と高知県香美市（旧物部村）の県境に位置する峠である。標高660m。

## 概要
現在の国道195号「四ツ足峠トンネル」が開通するまでは登山道しかなかった。
峠内には「四ツ足堂」と呼ばれるお堂があり、元禄11年（1698年）に石立山修験遥拝等のために建設された。
峠名の由来は、お堂の四本の柱のうち2本が土佐国側、残る2本が阿波国側に立っていることによる。

## 四ツ足峠トンネル
| 国道195号標識 |

- 1961年（昭和36年） - 着工

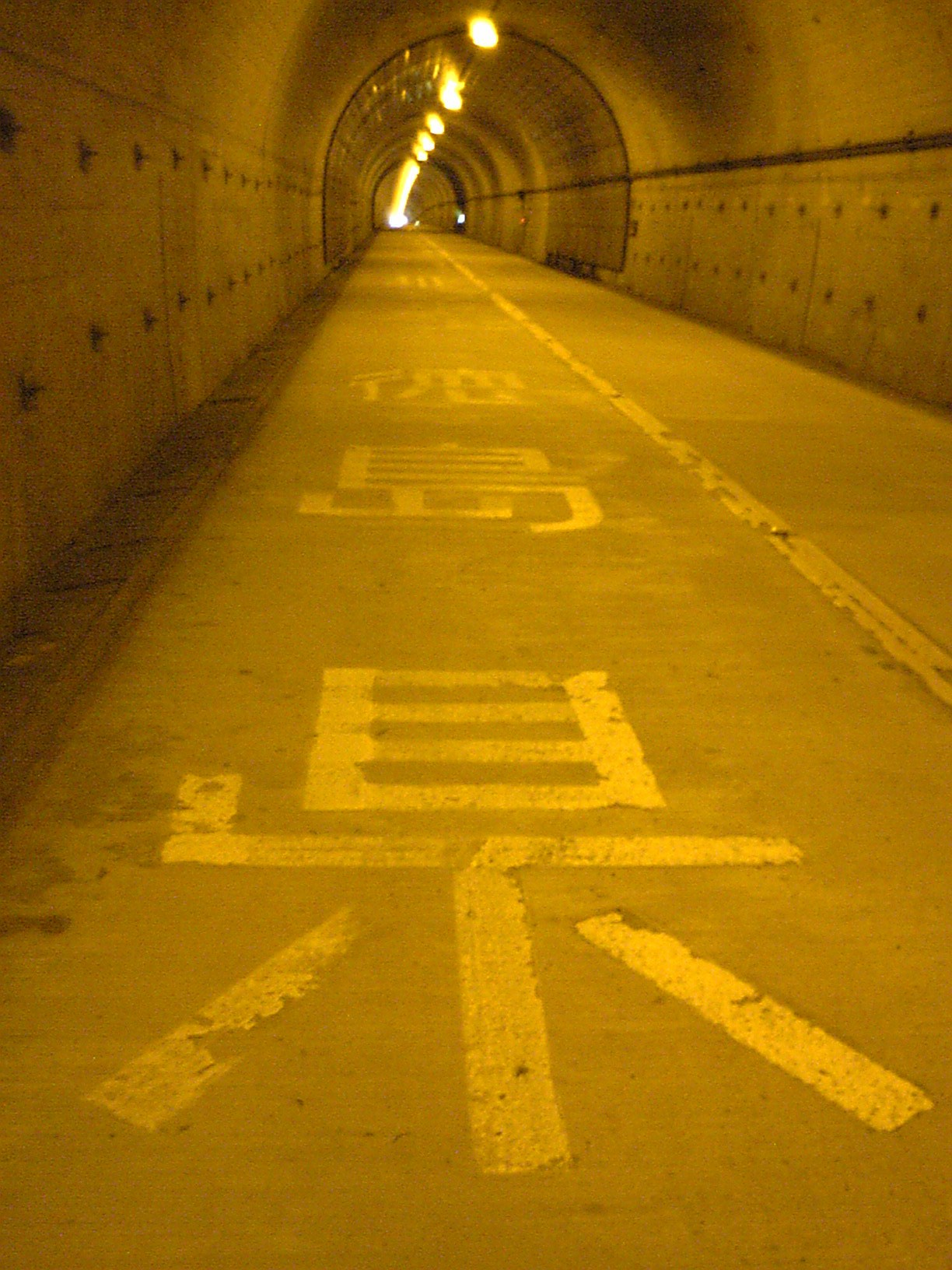
トンネル内に県境の路面表示がある。

- 1965年（昭和40年）12月15日 - 完成
- 全長 - 1857.2m、幅員5.5m、工費5億5514万406円（高知県管轄では最長。2007年（平成19年）に美波ゆめトンネルが開通するまでの徳島県南部最長のトンネル。）
- 徳島県と高知県の県境を結ぶ。トンネル内県境部には地蔵が置かれている。